# Ménippe (Vélasquez)
Pour le philosophe, voir Ménippe de Sinope.
Pour les articles homonymes, voir Ménippé (homonymie).
 (novembre 2023).
Ménippe est une huile sur toile peinte par Diego Vélasquez vers 1639-1640 et conservée au Musée du Prado à Madrid depuis sa fondation en 1819.

## Histoire
Cette toile fut peinte pour décorer la tour de la Parada, un pavillon de chasse de Philippe IV d'Espagne sur le mont du Pardo aux environs de Madrid. Cet édifice fut converti en un important musée, abritant jusqu'à 176 toiles d'artistes majeurs : le thème le plus important était la mythologie et la chasse, de nombreux nus étaient exposés. Le lieu était réservé à la cour. Plusieurs toiles de Vélasquez y étaient exposées.
Vélasquez peignit Ménippe et Ésope pour qu'ils fussent exposés ensemble. Au XIXe siècle, Marià Fortuny fit une copie du buste qui est également conservée au musée du Prado.

## Description
La toile représente le philosophe grec Ménippe de Gadara, ainsi que l'indique l'inscription Moenippus, en haut à gauche de la toile. Il est de profil, tournant le visage vers le spectateur avec une expression de moquerie. Il est protégé par une cape, chaussé de grandes bottes et porte un chapeau.
À ses pieds sont disposés deux livres, l'un d'eux ouvert, et un rouleau de papier. Une jarre est visible au second plan.